# Buddy Zabala
Hector "Buddy" Avaceña Zabala (13 de noviembre de 1971, Zamboanga), es un cantante, compositor y bajista filipino, miembro de las bandas de hard rock The Dawn y Cambio, y ampliamente conocido como el bajista de la banda de rock alternativo actualmente disuelto, Eraserheads.

## Con Eraserheads como bajista (1989-2003)
Zabala sólo comenzó a escribir y cantar canciones con Eraserhead a partir de 1996 cuando se publicaron los álbumes de la banda de Navidad, Pastel de frutas. El álbum contenía famosas canciones como "The Fabulous Baker Boy" y "Frutas de hadas." Más adelante, también cantó y escribió temas musicales como "Tama Ka" y "Kahit Ano" publicados en un álbum en 1999, titulado Natin99.
Buddy toca el bajo, es su oficio destacado el drum & bass tema apertura del disco Natin99, "Sinturong Pangkaligtasan". En Aloha Milkyway (de la banda primera versión internacional), las canciones estaban a cargo de su obra como bajista.

## Post-Eraserheads (2003-presente)
Pocos años después de la disolución de Eraserheads, Buddy Zabala sigue siendo un músico prolífico. El toca el bajo con The Dawn y, por supuesto, con Eheads cambiado el nombre, Cambio. Intervino en bandas en las que participó y fueron los de Sun Valley de la tripulación (junto con compañeros de Eraserhead, Raimund Marasigan) y Twisted Halo (con Vin Dancel, Caballa Jason, Odulio Joey, y López lun). 
Por su labor como bajista junto a Cambio (Derby Light) y Twisted Halo (In Loving Memory de las hazañas de la Brigada de Fearless Bolo), Zabala fue galardonado por los Premios Rock NU en 2004 "El bajista del año". 
Aparte de participar con sus bandas y haciendo trabajos de sesión, enfoca su energía para ayudar a las jóvenes der nuevas generaciones de otras bandas de rock Pinoy a través de la producción de sus álbumes. Algunos de ellos son Boldstar, temas musicales como "Usted debe haber sido un algo bonito / lo que eres, ¿En serio?", "Itchyworms 'pequeños monstruos bajo tu cama" (con Romel Sánchez), 6 Voltios de "Panorama", "Moonstar 88 de Todo Combo" y Imago de "Blush". 
También trabaja como coproductor con Eraserheads y colega de Cambio, Raimund Marasigan, tales como el "Itchyworms 'Desde el mediodía", "Twisted Halo trenzado Halo EP", "Fatal Posporos' Libro Ver", "sin azúcar de Dramachine," Cambio de "Luz Derby", y de Imago "Toma 2". También participó de la reciente junto a Marasigan en temas musicales como "Cinco en la planta" en el álbum del emparedado. 
Zabala había participado también en un número de películas, comerciales de televisión, cortos documentales y obras de teatro.

## Vida personal
Está casado con Maripi, y tiene 3 niños pequeños. Su hermano fue Arnold E. Zabala (1969-2010), estaba casado con Guiwan y además era dueño del popular restaurante Flavorite, falleció a tiros por uno de dos hombres armados fuera de la residencia de su madre, a lo largo de la avenida del Gobernador Lim. Él tenía 40 años de edad.

## Películas
- Run Barbi Run as himself (Eraserheads)
- Tulad Ng Dati as himself (The Dawn)